# Juozas Matulevičius
Juozas Matulevičius (* 4. November 1946 in Sutartiškės, Rajongemeinde Kaišiadorys; † 20. Februar 2016) war ein litauischer Politiker.

## Leben
Von 1952 bis 1956 lernte er in Dainiai und von 1956 bis 1959 in Mičiūnai bei Kaišiadorys. Nach dem Abitur 1963 in Žiežmariai absolvierte er 1970 ein Diplomstudium der Medizin am Kauno medicinos institutas.
Von 1970 bis 1971 arbeitete er im Krankenhaus der Rajongemeinde Ukmergė und von 1973 bis 1978 in Kaišiadorys als Reanimatologe, von 1997 bis 2000 als Direktor des Krankenhauses. 2000 war er Bürgermeister von Kaišiadorys und von 2000 bis 2004 Mitglied im Seimas. 
Ab 1995 war er Mitglied der Lietuvos liberalų sąjunga, ab 2007 der Lietuvos Respublikos liberalų sąjūdis.